# Vic Raymer
Vic Raymer (...) è un giocatore di curling canadese.

## Biografia
Vinse l'edizione dei campionati mondiali di curling nel 1961 con Ray Werner, Hector Gervais e Wally Ursuliak.
Nell'edizione la medaglia d'argento andò alla Scozia mentre quella di bronzo alla statunitense.